# Limnophora pasuensis
Limnophora pasuensis este o specie de muște din genul Limnophora, familia Muscidae, descrisă de Shinonaga în anul 2007.
Este endemică în Pakistan. Conform Catalogue of Life specia Limnophora pasuensis nu are subspecii cunoscute.